# Паркер (Колорадо)
Паркер (енгл. Parker) град је у америчкој савезној држави Колорадо.

## Демографија
По попису из 2010. године број становника је 45.297, што је 21.739 (92,3%) становника више него 2000. године.
| Група             | 2000.          | 2010.          |
| Белци             | 21.084 (89,5%) | 38.287 (84,5%) |
| Афроамериканци    | 237 (1,0%)     | 691 (1,5%)     |
| Азијати           | 402 (1,7%)     | 1.463 (3,2%)   |
| Хиспаноамериканци | 1.366 (5,8%)   | 3.712 (8,2%)   |
| Укупно            | 23.558         | 45.297         |